# Xã Morrow, Quận Adair, Missouri
Xã Morrow (tiếng Anh: Morrow Township) là một xã thuộc quận Adair, tiểu bang Missouri, Hoa Kỳ. Năm 2010, dân số của xã này là 431 người.